# گلوستر-ساوت نپئن وارد
بخش گلوستر-ساوت نپئن (انگلیسی: Gloucester-South Nepean Ward) یا بخش بیست و دو یک بخش شهرداری در اتاوا، انتاریو، کانادا است.